# Guignardia miconiae
Guignardia miconiae är en svampart som beskrevs av Seixas & R.W. Barreto 2007. Guignardia miconiae ingår i släktet Guignardia och familjen Botryosphaeriaceae.   Inga underarter finns listade i Catalogue of Life.